# Talladega Superspeedway

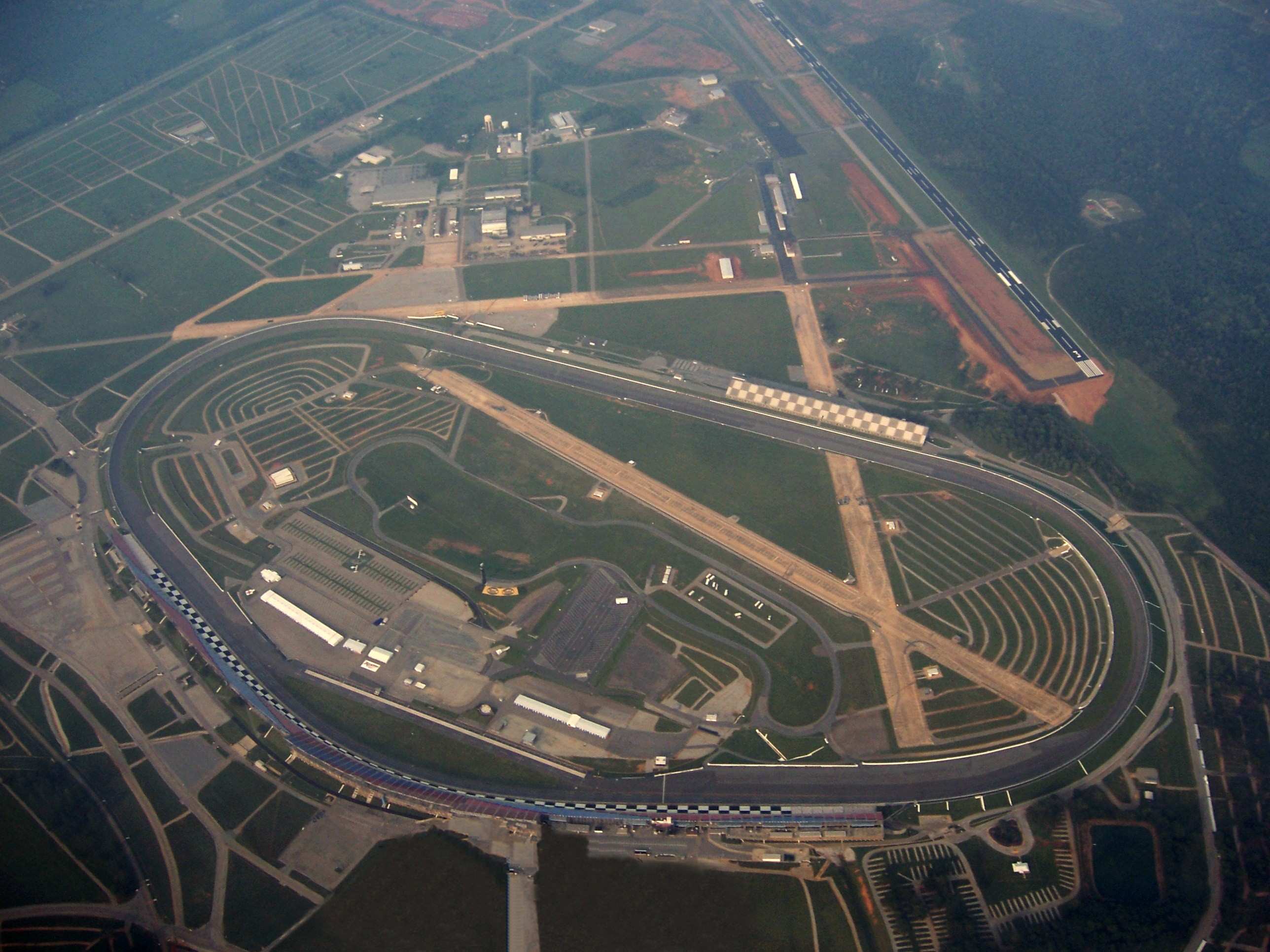
Talladega Superspeedway (2007)

Talladega Superspeedway je závodní dráha nachazející se severně od města Talladega ve státě Alabama v USA.
Ovál se začal stavět v roce 1968, stavba trvala rok a v roce 1969 byla trať otevřena. Pořádají se zde závody všech tří sérií NASCAR, Sprint Cupu (GEICO 500, Hellmann's 500), Xfinity Series (Sparks Energy 300) a Camping World Truck Series (Fred's 250). Pořádají se zde také závody série ARCA.

## Popis dráhy
Klopení v zatáčkách je přibližně 33 stupňů. Vozy v nejvyšší sérii NASCAR, Sprint Cupu zde dosahují rychlosti okolo 300 km/h a to i přes omezovače rychlosti. Délka tratě je 4,28km (2,66 míle). Kapacita tribun v Talladeze se pohybuje okolo 80 000 míst.

## Statistiky
V Talladeze má nejvíce výher Dale Earnhardt a to deset, jeho syn nastavil rekord v nejvyšším počtu výher v řadě se čtyřmi výhrami. Nejvyšší rychlost byla zaznamenána v roce 1987 kdy jel Bill Elliott rychlostí 342 km/h. Kvůli vysokým rychlostem a nehodám, které se zde staly využívá i Talladega SAFER bariéry. V Talladeze také vznikl pojem The Big One, označení pro velikou nehodu.